# گوزنیان جهان جدید
گوزنیان جهان جدید یا شوکاییان (نام علمی: Capreolinae) نام یک زیرخانواده از تیره گوزن است.